# Volvo SCC
El Volvo SCC (siglas de Security Concept Car en inglés, "Prototipo de seguridad") es un prototipo de automóvil que se mostró en el Salón del Automóvil de Detroit de 2001. El coche fue el primero, y hasta la fecha, el único en tener un cinturón de seguridad doble cruzado sobre el pecho.

Este coche es el prototipo del C30. 

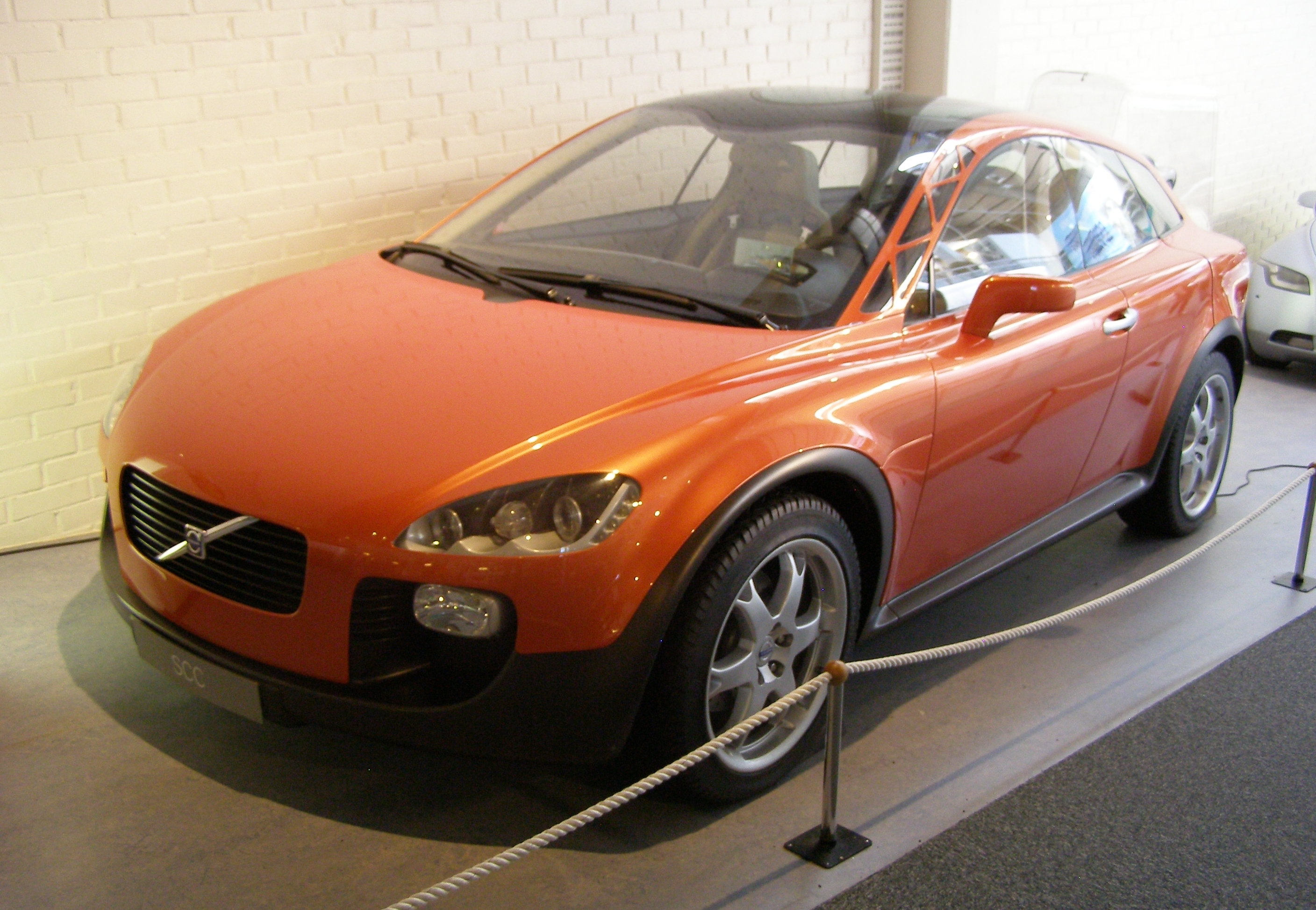

- Datos: Q7941338
- Multimedia: Volvo Safety Concept Car / Q7941338